# Џеферсон Сити (Тенеси)
Џеферсон Сити (енгл. Jefferson City) град је у америчкој савезној држави Тенеси.

## Демографија
По попису из 2010. године број становника је 8.047, што је 287 (3,7%) становника више него 2000. године.
| Група             | 2000.         | 2010.         |
| Белци             | 6.880 (88,7%) | 6.669 (82,9%) |
| Афроамериканци    | 488 (6,3%)    | 473 (5,9%)    |
| Азијати           | 59 (0,8%)     | 98 (1,2%)     |
| Хиспаноамериканци | 212 (2,7%)    | 619 (7,7%)    |
| Укупно            | 7.760         | 8.047         |